# Wit-Russische parlementsverkiezingen 2004
De Wit-Russische parlementsverkiezingen van 2004 vonden op 13 oktober (eerste ronde) en 17 oktober (tweede ronde) van dat jaar plaats. waarbij de  Communistische Partij van Wit-Rusland met 8 zetels de grootste partij werd in het Huis van Afgevaardigden. Het blok van onafhankelijke kandidaten was echter veruit het grootste met 98 zetels. Een bundeling van vijf oppositiepartijen (w.o. communisten, liberaal-conservatieven en sociaaldemocraten) onder de naam Volkscoalitie 5 Plus slaagde er niet in om verkozen te worden in het parlement. Net als na de parlementsverkiezingen van 2000 ontbrak de oppositie vrijwel geheel in de samenstelling van het nieuwe Huis van Afgevaardigden.
Volgens de OVSE waren de verkiezingen niet eerlijk verlopen, volgens waarnemers van het GOS waren de verkiezingen wel eerlijk verlopen. De OVSE sprak haar afkeuring uit dat aan oppositiepartijen nauwelijks zendtijd op de televisie en radio was gegund, ook zou de oppositie maar beperkt hebben kunnen adverteren in kranten.

## Uitslag
| Wit-Russische parlementsverkiezingen 2004 Huis van Afgevaardigden | Wit-Russische parlementsverkiezingen 2004 Huis van Afgevaardigden | Wit-Russische parlementsverkiezingen 2004 Huis van Afgevaardigden |
| Partij                                                            | %                                                                 | Zetels                                                            |
| ----------------------------------------------------------------- | ----------------------------------------------------------------- | ----------------------------------------------------------------- |
| Communistische Partij van Wit-Rusland                             |                                                                   | 8 / 110                                                           |
| Agrarische Partij van Wit-Rusland                                 |                                                                   | 3 / 110                                                           |
| Liberaal-Democratische Partij van Wit-Rusland                     |                                                                   | 1 / 110                                                           |
| Partijloos                                                        |                                                                   | 98 / 110                                                          |
| Totaal                                                            | 100%                                                              | 110                                                               |
| Bron: Uitslag, IPU Parline                                        |                                                                   |                                                                   |